# Universidade de Oklahoma
A Universidade de Oklahoma (University of Oklahoma - OU) é uma universidade coeducacional pública de pesquisas localizada no estado americano de Oklahoma. Fundada em 1890, a universidade já existia no Território de Oklahoma, perto do território indígena, antes dos dois territórios se unificarem e se tornarem um estado americano em 1907. Em 2006, a universidade tinha 29.721 estudantes matriculados, com a maior parte no campus de Norman. Com mais de 2.000 membros, a universidade oferece 152 cursos de bacharelado, 160 cursos de mestrado, 75 cursos de doutorado e 20 cursos profissionalizantes. David L. Boren, um ex-senador dos Estados Unidos e ex-governador de Oklahoma, é o reitor da Universidade de Oklahoma desde 1994.
Em 2007, o The Princeton Review considerou a Universidade de Oklahoma como uma das universidades de "Melhor Valor". A escola figura como a primeira colocada no rank de universidades públicas per capita no registro no "Programa Nacional de Mérito Escolar". Também figura como um dos "top 5" no rank de graduação de Rhodes Scholarship. O PC Magazine e o The Princeton Review classificou a universidade como uma das "20 Universidades Mais Conhecidas", tanto em 2006 quanto em 2008, enquanto que a Carnegie Foundation classificou a universidade como uma "universidade de pesquisas" devido ao seu alto grau de atividades de pesquisas. Dois grandes museus estão localizados no campus da universidade em Norman: o Museu Fred Jones Jr. de Artes, especialazado em impressionismo francês e em artes dos povos nativos americanos. O outro museu é o Museu Sam Noble de História Natural de Oklahoma, especializado em História Natural de Oklahoma.